# Singapora cyclops
Singapora cyclops är en insektsart som först beskrevs av Kusnezov 1932.  Singapora cyclops ingår i släktet Singapora och familjen dvärgstritar. Inga underarter finns listade i Catalogue of Life.